# Bataille de Saqlawiya
Seconde guerre civile irakienne
La bataille de Saqlawiya est une des phases de la bataille d'Al-Anbar, lors de la seconde guerre civile irakienne. 

## Déroulement
Le 21 septembre 2014, les djihadistes de l'État islamique prennent d'assaut le camp militaire de Saqlawiya, malgré la défense de l'armée irakienne.

## Les pertes
Après les combats, l'État islamique affirme que 300 soldats de l'armée irakienne ont été tués dans les assauts d'al-Sejar (ar) et Saqlawiya et que 41 véhicules Humvee ont été capturés. Selon les déclarations à l'agence Reuters d'un haut responsable irakien de la sécurité, 400  à   600 militaires ont été tués ou faits prisonniers à Saqlawiya. Ahmed Saddag, chef de la police de la province d'al-Anbar, avance quant à lui que 132 soldats ont été faits prisonniers à Saqlawiya et que leur sort est inconnu. Le 25, il annonce finalement que les pertes des forces gouvernementales irakiennes à Saqlawiya sont de 155 morts, 104 blessés, 89 disparus. 897 soldats sont également délivrés à al-Sejar et Saqlawiya.

## Conséquences
Le 23 septembre le premier ministre irakien Haïder al-Abadi licencie deux généraux de l'armée irakienne, tous deux chiites ; Abboud Qanbar (en), chef d'état-major adjoint et Ali Ghaidan Majid, ancien commandant des forces terrestres irakiennes (en).